# هاي سيمونز
هاي سيمونز (بالإنجليزية: Hi Simmons)‏ هو لاعب كرة قاعدة أمريكي، ولد في 16 أغسطس 1905 في لانكستر في الولايات المتحدة، وتوفي في 12 يناير 1995 في كولومبيا في الولايات المتحدة.